# Tomislav Gotovac
Tomislav Gotovac (Sombor, 9. veljače 1937. – Zagreb, 24. lipnja 2010.) bio je hrvatski filmski redatelj, glumac, performer, multimedijski i konceptualni umjetnik.

## Životopis
Rođen je u Somboru 9. veljače 1937. godine, a 1941. preselio se u Zagreb gdje završava osnovnu školu u Krajiškoj ulici i Petu mušku gimnaziju u Klaićevoj ulici. U Zagrebu živi od 1941. do 1967. te opet od 1975. godine sve do smrti 24. lipnja 2010. Od 1955. do 1956. studira arhitekturu na Arhitektonskom fakultetu u Zagrebu, gdje mu crtanje predaje Josip Vaništa. Radio je kao službenik u Vojnoj pošti, zatim u Narodnoj banci i u bolnici Dr. Mladen Stojanović (današnja bolnica Sestara milosrdnica) u razdoblju od 1956. sve do 1967. godine. Bio je oženjen sa Zorom Cazi Gotovac s kojom ima kćer Saru. Fotografijom se počeo baviti krajem 1950-ih, a eksperimentalnim filmom i multimedijskim istraživanjima bavi se od 1960. godine Godine 1954. izvodi svoj prvi performans u Mostaru, a 1962. snima svoj prvi film u Zagrebu. Iste godine završava služenje vojnog roka u JNA, u tenkovskoj brigadi na Crvenom krstu u Nišu. Godine 1964. radi svoje prve kolaže. Godine 1967., u okviru Festivala eksperimentalnog filma (GEFF) u Zagrebu, izvodi prvi happening – Naš happ. Između 1962. i 1977. snimio je dvadesetak eksperimentalnih filmova. Krajem 1967., u svojoj tridestoj godini, odlazi u Beograd gdje upisuje filmsku režiju na Akademiji dramskih umjetnosti. Godine 1972. počinju ga politički proganjati zbog sudjelovanja u diplomskom igranom filmu Lazara Stojanovića Plastični Isus. Od 1972. godine ne dopuštaju mu da diplomira. Godine 1976. napokon je kod profesora Aleksandra Petrovića diplomirao s filmom Presuda. Iste 1976. godine vraća se u Zagreb. Godine 2005. promijenio je ime Tomislav Gotovac u Antonio G. Lauer.
Bavio se i glumom te je glumio u filmovima Lazara Stojanovića, Zorana Tadića, Gorana Rušinovića, Francija Slaka, Slobodana Šijana, Želimira Žilnika i Dušana Makavejeva. Sudjelovao je u Danima hrvatskoga filma, u mnogim revijama, izložbama i Festivalu novog filma i videa u Splitu koji mu je 2000. godine dodijelio i nagradu za životno djelo. Bio je također član HDLU-a. Smatra se jednim od najznačajnijih hrvatskih konceptualnih umjetnika, performera i redatelja avangardnih filmova. Svoje avangardne filmove i performanse prikazivao je po čitavom svijetu, a između ostalih i u Dublinu, Londonu, Moskvi, Berlinu, Kyotu, New Yorku, Varšavi, Beču, Beogradu i Ljubljani.

## Sve je to movie
"Čim ujutro otvorim oči, vidim film." (T. G.)
Djelo Tomislava Gotovca valja promatrati u svjetlu tradicija povijesnih avangardi (dadaizma i nadrealizma), poglavlja iz povijesti filma (nijemog i zvučnog, igranog i eksperimentalnog) te u znaku fenomena poput enformela, novog realizma, neodade, hepeninga, Fluxusa, performansa, umjetnosti ponašanja, body-art-a, akcionizma, umjetnosti u izvangalerijskim prostorima, odnosa umjetnost-politika, poistovjećivanja umjetnosti i života te mnogih drugih praksi. Umjetnikov ukupni opus nerazdvojiva je cjelina. Iskustvo filma ključno je i presudno za njegov opus u cjelini. Tomislav Gotovac je kao umjetnik ponajprije odgojen i formiran na filmu. Film nije samo osnova, nego sâma bit i onih njegovih radova i radnji koje se ne očituju u mediju filma. Film je postao opsesija i fascinacija umjetnikova života od ranih dana. »Sve je to movie« presudna je deviza cjelokupne njegove umjetničke i životne filozofije. On je anarho-otac performansa i strukturalističkog filma. Sve ono što radi koherentna je i sustavna autorska strategija. Umjetnikovi filmovi dokument su nereprezentativne, ali osnovne zbilje razdoblja u kojima je snimao.

### Filmski opus
Šezdesete godine 20. stoljeća u filmskom su svijetu promijenile mnogo toga pa ih možemo nazvati revolucionarnima. Percepcija redatelja, scenarija, eksperimentalnog filma, animacije, videa mnogo duguje tom proljeću kinematografije. U Francuskoj se rađa Novi val (Chabrol, Godard, Rohmer – omiljeni umjetnikovi redatelji), Nam June Paik počinje eru videa, Zagrebačka škola crtanog filma je na vrhuncu (Kristl, Vukotić), pojavljuje se GEFF (Genre Film Festival) te autori koji djeluju u zagrebačkom kinoklubu, primjerice Mihovil Pansini i sam Gotovac.
Svoju filmsku karijeru počinje ranih 1960-ih godina kada radi serije fotografija, izrađuje kolaže, izvodi mnogobrojne performanse i akcije te počinje snimati eksperimentalne filmove. Prije podne jednog fauna iz 1963. eksperimentalni je dokumentarac sastavljen od tri sekvence snimljene statičnom kamerom u kojoj prva prikazuje bolnički balkon s pacijentima, a glazbena podloga je iz filma Živjeti svoj život Jean-Luca Godarda. Druga sekvenca se sastoji od snimke oljuštenog zida, a treća od neprestanog zumiranja raskrižja s pješacima i automobilima uz zvukove filma The Time-Machine Georgea Pála.
Filmovima poput Pravac (Stevens-Duke), Plavi Jahač (Godard-Art), Kružnica (Jutkevič-Count) (svi iz 1964.) Gotovac se približava američkim avangardistima, a oni uključuju hommage jazz umjetnicima kao što su Ellington, Billie Holiday ili Glenn Millera. Pravac (Stevens-Duke) film je u kojem je umjetnik reduktivno prikazao promicanje tramvajskih tračnica snimljenih iz tramvaja u pokretu, u statičnom kadru. U filmu Plavi Jahač (Godard-Art) kamerman snima, s kamerom položenom na rame, ljude koje slučajno susreću u beogradskim restoranima, gostionicama i kafićima uz glazbenu podlogu iz američke TV-serije Bonanza. Kružnica (Jutkevič-Count) je film s vrtložnim pokretom kamere, od 360 stupnjeva. Snimljen je s vrha zgrade bilježenjem okolnog krajolika u neprestanom minimalnom spiralnom uzdizanju kamere. Kružnica (Jutkevič-Count) je, što i njezin podnaslov govori, posvećena ritmovima kamere ruskog avangardnog filmaša Jutkevitcha te jazz orkestru Counta Bassija. Upravo je ovaj film umjetniku osigurao mjesto među vodećim filmskim strukturalistima.
U ranom stadiju umjetnikova djelovanja temelj njegova načina umjetničkog mišljenja postaje režija (kao operativni postupak filma). Svijest da je rukovanje umjetničkim medijima uvijek neka vrsta režije, da se ono sastoji od planiranog i organiziranog podešavanja svih činilaca koji sudjeluju u nekom umjetničkom postupku provlačit će se cjelokupnim umjetnikovim radom (bez obzira na upotrebljena sredstva izražavanja). Ta svijest proistekla je iz filmskog obrazovanja.
Nadalje, piše Hrvoje Turković, umjetnik je dosljedan stvaralac. Prvi film pokazao je temeljnu umjetnikovu težnju: svoju promatračku osjetljivost želi pobuditi i u gledatelju. Drugi film dao je jasan program kako da se filmski razvija ta osjetljivost. Daljnji umjetnikov rad temeljito i dosljedno razrađuje, obogaćuje, iskušava taj program. Ključne odrednice tog programa i izvedene posljedice prema Turkoviću su sljedeće:
1) Umjetnikovi filmovi pažljivo su planirani, unaprijed planski pripremljeni.
K tome, plan je načelno svojstvo filma, ono što valja uočiti pri gledanju. Planiraju se filmski postupci (koji će biti dosljedno provedeni u cijelom filmu) i prizorno područje primjene tih postupaka. „Planskost” postupaka očituje se u njihovoj reduciranosti, a potom u njihovu ponavljanju. Na primjer, za svaku od tri sekvence Prijepodne jednog fauna umjetnik je izabrao uzajamno vezan, ali varijantni izrazito sveden postupak. Sva tri bloka povezuje statičnost kamere i postojano usmjerenje snimanja bez otklona u stranu. Ali dok je prva sekvenca-kadar posve statična, u drugoj se koristi zoom unaprijed, a u trećoj brzi zoomovi unaprijed i unatrag. Svedenost postupka očituje se u tome što su svi ostali mogući filmski postupci neutralizirani. Znači, koristi se mali broj postupaka. U Prijepodnevu jednog fauna nema raskadriranja prizora. Montažno se, i to međunaslovima, razdvajaju samo sekvence. Sljedeći filmovi utvrđuju i razrađuju to načelo jednostavne i očitljive svedenosti postupaka. U filmu Pravac (Stevens-Duke) kao ključni postupak izabrana je vožnja unaprijed. U filmu Plavi jahač (Godard-Art) izabrani su „hektički” postupci, promatrački se „šara” prizorom. U filmu Kružnica (Jutkevič-Count) izabrana je kombinacija dviju panorama (vodoravne i polagane okomite). U filmovima Osjećam se dobro, 29, Alamo, Plastični Isus razrađuju se hektički postupci iz filma Plavi jahač (Godard-Art), ali s različitim intervencijama (npr. s pikselacijama), itd. U Kuda idemo ne pitajte i Glenn Miller I na različite se načine iskušavaju vožnje unaprijed i unatrag u prvom i vožnja u krug u kombinaciji s okomitom panoramom gotovo punoga kruga u drugom filmu. Ponavljanje i uporna primjena postupaka i/ili ponavljanja nije samo dio plana, nego je i sredstvo da se planiranost predloška nedvosmisleno uoči. Metodološka strukturalnost ključna je „tema” filma. Po tim osobinama umjetnikovi filmovi daju originalan doprinos eksperimentalnom filmu, kasnije poznatog pod odrednicom: strukturalistički film. Takav je doprinos srodan i s pokretom konceptualizma.
2) U umjetnikovim filmovima planskost postupaka je apriorna.
Postupci se planiraju sa sviješću da se time planira selektivnost. Umjetnik od filma do filma mijenja i varira plan kako bi ispitivao i uspostavljao promjene u osjetljivosti uvjetovane izabranim skupom filmskih postupaka. Osjetljivost koja je time potaknuta, osjetljivost je za prizor, za svijet koji će biti filmski zabilježen. Zapravo, za sve što se može zateći pred kamerom. Znači, riječ je o dokumentarističkoj osjetljivosti. Umjetnik bira snimati ono što ga intrigira i mimo filma (u njegovu dnevnom odnosu spram okoline). Bira one stvari iz svoje okoline koje su mu dnevne, ali važne. Zato se često vraća na prizore iz okoline svoga doma (Osjećam se dobro, 29, Alamo), na likove svojih bližnjih (obitelj, prijatelji) (T, Kuda idemo ne pitajte, Plastični Isus, Obiteljski film), na ambijente iz djetinjstva i mladosti (Glenn Miller I). Umjetnik snima stvari od posebna osobnog doživljajnog značenja (reprodukcije umjetničkih fotografija (Smrt), erotski magazin (S), portreti omiljenih umjetnika kao inserti u filmovima, naznake simbola (poput križa) (Osjećam se dobro)). Umjetnik snima sebi tuđe ambijente koje je uočio osobno, vlastitom osjetljivošću (ulice, svratišta, gradski vidikovci). Prema tome, umjetnikova dokumentarističnost je intima i intimistička, zasićena stvarima od osobne životne vrijednosti. Ona je ujedno i realistička, naturalna. Prizori u umjetnikovim filmovima fasciniraju svojim „nehotičnim” izgledom ulica, fasada, pločnika, dvorišta, ljudi, njihovih kretnji, reakcija, odjevenosti i sl. Umjetnikovi filmovi dokument su nereprezentativne, ali osnovne zbilje razdoblja u kojima je snimao.
3) Umjetnikov dokumentarizam ne leži toliko u samim prizorima koliko u planskom izboru filmskih postupaka.
Njihov nehotičan izgled izazvan je sustavskim pristupom. Umjetnika zanima veza između filmskog pristupnog postupka i životno mu vrijednih prizora. Umjetnika stalno kopka što je to u odnosu između njegovih očiju i onoga što gleda. Po čemu je jedna stvar ovakva, druga onakva? Umjetniku nije cilj da nas zaprepasti novom složenošću ili potpunom novinom svojeg sljedećeg postupka, kao što je čest slučaj kod drugih strukturalističkih i konceptualističkih umjetnika, nego da tim postupkom izazove slučaj, da razvije neusmjerenu, opću osjetljivost za ono što će doći u vidokrug, u izrez kadra, u ritam kadra i kadrova, u slučajne detalje.
4) Umjetnikovi filmovi traju dulje no što je potrebno da se uoči planski predložak.
Cilj im nije usputni promatrač, nego predani, „odomaćeni” promatrač. Filmovi traju dugo kako bi omogućili predanom gledatelju da se odomaći s danim filmom, da se prepusti tipu jedinstvene osjećajnosti koju on razvija. Također, iako umjetnikovi filmovi računaju na konvenciju jednokratnog prikazivanja/gledanja, gledanje jednog njegovog filma samo jednom povući će sa sobom doživljajni promašaj. Tek višekratno i višedijelno gledanje filmova, gledanje opusa daje priliku punog razvoja prikladne osjetljivosti za pojedini film. Najveći dobici od njegovih filmova jesu osjećajni dobici; npr. u portretima (T), u vožnjama u Elle, u nježnoj promatračkoj opuštenosti Glenna Millera itd. Glenn Miller je snimljen u jednom kadru na jednom prometnom kružnom toku u Zagrebu. Njegova je specifičnost u tehnici snimanja: kamera je tijekom snimanja bila pričvršćena na vozilo koje se neprestano kretalo u krug s dodatnim istovremenim vertikalnim okretanjima kamere na stativu. Film je iz nezanimljivog i umornog novozagrebačkog pejzaža stvorio potpuno drugu sliku; snažne, kaotične i poetične urbane strukture Zagreba. Značajna je i odjavna špica u kojoj Tomislav Gotovac odaje počast cijelom nizu za njega važnih filmaša.

### Filmografija

#### Redatelj
- Smrt, eksperimentalni, 1962.
- Prije podne jednog fauna, dokumentarno-eksperimentalni, 1963.
- Pravac (stevens-duke), dokumentarno-eksperimentalni, 1964.
- Plavi jahač (godard-art), dokumentarno-eksperimentalni, 1964.
- Kružnica (jutkevič-count), dokumentarno-eksperimentalni, 1964.
- Osjećam se dobro, dokumentarno-eksperimentalni, 1966.
- Kuda idemo ne pitajte, igrano-dokumentarno-eksperimentalni, 1966.
- S, dokumentarno-eksperimentalni, 1966.
- Ella, eksperimentalni, 1966.
- 29, dokumentarno-eksperimentalni, 1967.
- T, dokumentarno-eksperimentaln, 1969.
- Alamo, dokumentarno-eksperimentalni, 1969.
- Peeping Tom, igrano-eksperimentalni, 1969.
- Villen II, igrani, 1969.
- Slani kikiriki, igrani, 1970.
- M, dokumentarno-eksperimentalni, 1970.
- 187, igrani, 1970.
- Sketches and Diaries, dokumentarni, 1967. – 1970.
- Obiteljski film i, dokumentarni, 1971.
- No. 1, eksperimentalni, 1972.
- Plastični Isus, igrani, 1972.
- Obiteljski film ii, dokumentarni, 1973.
- Glenn Miller i, dokumentarno-eksperimentalni, 1977.
- Julije Knifer, dokumentarni, 1982.
- Tomislav Gotovac, dokumentarno-eksperimentalni, 1996.
- Tramvaj 406, dokumentarni, 2000.
- Straža na Rajni, eksperimentalni, 2000.
- Osjećaj, eksperimentalni, 2000.
- Osjećaj - dva, eksperimentalni, 2000.
- Osjećaj - tri, eksperimentalni, 2000.
- Osjećaj - četiri, eksperimentalni, 2000.
- Osjećaj - pet, eksperimentalni, 2000.
- Osjećaj - šest, eksperimentalni, 2000.
- Osjećaj - sedam, eksperimentalni, 2000.
- Mjesto pod suncem, eksperimentalni, 2000.
- Mjesto pod suncem - dva, eksperimentalni, 2000.
- Mjesto pod suncem - tri, eksperimentalni, 2000.
- Glenn Miller III kako je U.S.A. pobijedila Europu, eksperimentalni, 2000.
- Sjećanje na Hoagy Carmichaela, eksperimentalni, 2000.
- Glenn Miller 2000, dokumentarno-eksperimentalni, 2000.
- Majsko jutro matorog fauna, eksperimentalni, 2001.
- Identity number, eksperimentalni, 2001.
- Trocki, dokumentarno-eksperimentalni, 2002.
- Dead Man Walking, eksperimentalni, 2002.
- Remake 2006, eksperimentalni, 2006.

#### Filmske uloge
- Poslije podne, 1968.
- Slučajni život, 1969.
- Plastični Isus, 1971.
- Žuta, 1973.
- Ritam zločina, 1981.
- Eva, 1983.
- Treći ključ, 1983.
- Medeni mjesec, 1983.
- Davitelj protiv davitelja kao Marković, 1984.
- Tajna starog tavana, 1984.
- Naš človek, 1985.
- Butnskala, 1985.
- San o ruži, 1986.
- Lijepe žene prolaze kroz grad, 1986.
- Manifesto, 1988.
- Hamburg Altona, 1989.
- Čovjek koji je volio sprovode, 1989.
- Diploma za smrt kao dekan, 1989.
- Stranci u noći, 1992.
- Rock ˙n` roll, 1994.
- Mondo Bobo, 1997.
- Ruka na ramenu, 1997.
- Novogodišnja pljačka, 1997.
- Transatlantik, 1998.
- Porno Film kao kum, 2000.

### Televizijske uloge
- Vertikale, 1964.
- Donekle, 1965.
- Poslijepodne (Puška), 1966.
- Fokus, 1967.
- Kap po kap do zdrave kose, 1968.
- Uloga moje porodice u svjetskoj revoluciji, 1969.
- Ne daj se, Floki kao Grašo, 1985.

## Performansi
Iako je Gotovac bio svestran umjetnik s povećim filmskim opusom, u njegovu umjetničkom radu istaknut je jedan segment koji ga je učinio poznatim široj javnosti – umjetnost performansa. Gotovac je pionir performansa na ovim prostorima, počevši od 1954. godine kada izvodi svoj prvi performans u Mostaru. Od 1962. godine započinje seriju posebnih umjetničkih aktivnosti u središtu kojih se nalazi sam autor kao medij. On je prvi naš umjetnik koji služeći se vlastitim nagim tijelom izražava svoj umjetnički izričaj te time zadobiva pažnju publike. Gotovac uzima vlastito tijelo kao ready-made; on sam je predmet svoje umjetnosti. Vlastito tijelo postavlja u različite situacije i događaje te ga uvodi u unaprijed osmišljene radnje koje izvodi na javnom mjestu. Odjeveno, njegovo tijelo u javnosti ne bi imalo ni približno zamjetljan ili provokativan učinak kakvo ima kao golo, odnosno goli umjetnik u gomili odjevenih, običnih ljudi. Objašnjavajući svoje akcije, Gotovac tvrdi da je golo tijelo u javnom prostoru, u mom gradu, blasfemija, vrijeđanje malograđana. U Zagrebu izvodi zapažene i provokativne umjetničke akcije: Čišćenje ulica (1980.), Prodavanje novina (1981. – 84.), Zagreb, volim te! (1981.), Superman (1984.), Paranoia Art (1986.), Pad Bastille 14. srpnja (1991.) te grafite pred publikom (1992.). Kroniku svojih akcija objavljivao je u omladinskim listovima »Studentski list« i »Polet«.
Godine 1967. u okviru Festivala eksperimentalnog filma (GEFF) u Zagrebu, izvodi prvi hepening – Naš happ. Scenarij hepeninga napisali su Gotovac, Šercar i Lukas. Sam hepening bio je izveden u podrumu Ilice 12 u Zagrebu i trajao je oko sat vremena.   Kasnije se Gotovac okreće uličnom performansu, koji najčešće izvodi na gradskim trgovima i glavnim ulicama i to obično s početkom izvođenja točno u podne. Tako 1971. u Beogradu izvodi akciju pod nazivom Trčanje gol centrom grada. Godine 1979. u Zagrebu u sklopu X. muzičkog bijenala izvodi performans 100 – Fućkanje. U performansu je sudjelovalo sto izvođača sa zviždaljkama, Tom Gotovac i njegov asistent Ivan Paić. U prvom dijelu akcije Gotovac koordinira skupini sa zviždaljkama koja zviždi prema partiturama ucrtanim u kvadrate na kojima sudionici stoje. U drugom dijelu Gotovac se razodijeva te nag zviždeći nastavlja obilaziti kvadrate s partiturama. Na Trgu bratstva i jedinstva 6. lipnja 1981. godine nakon petogodišnje akcije Puštanja svih dlaka na glavi izvodi Šišanje i brijanje u javnom prostoru III.
Vjerojatno jedan od najpoznatijih Gotovčevih uličnih performansa bio je performans pod nazivom Ležanje gol na asfaltu, ljubljenje asfalta (Zagreb, volim te!), hommage Howardu Hawksu i njegovu filmu Hatari iz 1961., izveden 13. studenog (petak) 1981. godine u podne i s trajanjem od sedam minuta. Performans se sastojao od nagog hodanja Ilicom i Trgom Republike te ljubljenja asfalta. Naime, nakon što je rekao Zagreb, volim te!, Gotovac je legao na asfalt i poljubio ga. Performans je završen policijskim privođenjem Gotovca. Na prvoj javnoj manifestaciji performansa u Hrvatskoj pod nazivom Tjedan performancea Javno tijelo na kojoj se javno tijelo nekih performera u pojedinim uličnim događajima koristilo kao metafora javnosti, Tomislav Gotovac izveo je performans Prilagođavanje objektima na Trgu maršala Tita – Trg maršala Tita, volim Te!, a kojim je referirao upravo na performans "Ležanje gol na asfaltu, ljubljenje asfalta (Zagreb, volim te!)".
U razdoblju od 1996. do 2004. godine s još dvoje umjetnika – Ivanom Keser i Aleksandrom Battista Ilićem radi na višegodišnjem izletničkom projektu naziva The Weekend Art: Hallelujah the Hill. The Weekend Art kombinira body art, performans, fotografiju, film, land art i konceptualnu umjetnost. Projekt se sastojao od penjanja Ilića, Gotovca i Keser svake nedjelje na Medvednicu od 1995. godine. Ono što se na prvi pogled doima kao "izletnički" projekt ubrzo se pretvara u performans bez publike, koji je temeljito dokumentiran s tisućama fotografija. I ovaj je projekt, poput većine Gotovčevih performansa, posvećen filmu i to filmu "Hallelujah the Hills" Adolfasa Mekasa iz 1963. godine. Tomislavu Gotovcu je ovaj projekt bila prva umjetnička suradnja.

### Izdvojene akcije i performansi
- Pidžama + četkica za zube, performans, Đački dom, Mostar, 1954.
- Pokazivanje časopisa Elle, performans, Sljeme, 1962.
- Kufer, performans, 1964.
- Poziranje, performans, Beograd – Vračar, 1964.
- Snimanje filma Plavi jahač, performans, restorani i krčme u centru Beograda, 1964.
- Happ naš-happening, hepening, Podrumska scena Pavao Markovac, Ilica 12, Zagreb, 1967. (sa suradnicima – preformerima Hrvojem Šercarom i Ivom Lukasom)
- Pad na pozornici, akcija, Radničko sveučilište Moša Pijade (u okviru 4. GEFF-a), Zagreb, 1970.
- Brijanje i šišanje I, akcija, Akademija za pozorište, film i TV, Beograd, 1970.
- Pijesak Novog Beograda I. dio, hepening, atelier Marine Abramović, Beograd, 1970.
- Pijesak Novog Beograda II. dio, na otvorenom, objekt Danja Mirković, 1970.
- Trčanje gol centrom grada (Streaking), akcija, Sremska ulica, Beograd, 1971.
- Brijanje i šišanje II, akcija, Akademija za pozorište, film i TV, Beograd, 1971.
- Obiteljski film, akcija, Cara Dušana 11, Beograd
- Puštanje svih dlaka na glavi, akcija, Zagreb-Europa, 1976. – 1981.
- Pun mi je kurac, akcija, T-6 (Nove tendencije), Centar za kulturu i informacije, Zagreb, 1978.
- 100 – Fućkanje, akcija, 1. put, Studentski kulturni centar, Beograd, 1978.
- Čitanje novina Daily Mail, December 20, 1979, akcija, Studio Marina Abramović/Ulay, Amsterdam, 1979.
- 100 – Fućkanje, akcija, 2. put, trg Republike, Zagreb, (u okviru 10. muzičkog biennala, 12-13h, 12. svibnja 1979.
- Šišanje i brijanje u javnom prostoru III, 8. akcija-objekt, sa suradnicom Zorom Cazi-Gotovac (hommage Carlu Theodoru Dreyeru, filmu Jean d'Arc i Mariji Falconetti), Vjesnikova knjižara, Trg bratstva i jedinstva 6, Zagreb, u 12h, 6. lipnja 1981.
- Ležanje gol na asfaltu, ljubljenje asfalta (Zagreb, volim te!), 10. akcija-objekt (hommage Howardu Hawksu i njegovom filmu Hatari! (1961.), početak Ilice, trg Republike, Zagreb, 13. studenog 1981.
- Govori tiho, ali uvijek uz nogu drži batinu, egzibicionistički performans u sklopu izložbe Od Bukovca do Gotovca, Muzej suvremene umjetnosti, Katarinin trg, Zagreb, 1986.
- Égalite, fratérnité, libérté, jebali te (pad Bastilje), performans, otvaranje godišnje izložbe HDLU-a, Dom hrvatskih umjetnika, Zagreb, 1991.
- Srp, čekić i crvena zvijezda, 24 sličice u sekundi i Shooting Piece, Sniper Piece, performansi, Franklin Furnace Archive, Franklin Street, New York, siječanj 1994.
- The Weekend Art: Hallelujah the Hill, dokumentacija i akcija, s koautorima Ivanom Keser i Aleksandrom Battistom Ilićem,  Sljeme, Zagreb, 1996. – 2000.
- Pad u Manduševac, performans, snimanje filma Te osamdesete, Trg bana Jelačića, Zagreb, 2002.

## Galerija
- Tomislav Gotovac, "100 – Fućkanje", 1979.
- Tomislav Gotovac, "Zagreb, volim te!", Zagreb, 13. studenog 1981.
- Tomislav Gotovac, "Šišanje i brijanje u javnom prostoru III", performans, 1981.
- Tomislav Gotovac, "Weekend Art Hallelujah the Hill", 1995. – 2005.
- fotografija Spomen-ploče Tomislavu Gotovcu na početku Ilice (kod br. 8), u Zagrebu

## Izložbe

### Samostalne izložbe
- Tomislav®,Galerija Studentskog kulturnog centra, Beograd, 1976.
- Collages 1964, Studio galerije suvremene umjetnosti, Zagreb 1979.
- Tomislav Gotovac: Dvadeset godina prije Collages 1964 (II), Prostor proširenih medija, Zagreb, 1984.
- Tomislav Gotovac, Retrospektiva dokumenata 1956. – 1986. – Paranoia View Art, Galerija Društveni dom Trešnjevka, Zagreb
- Tomislav Gotovac, Kolaži, Izložbeni salon Doma JNA, Zagreb, 1988.
- Tomislav Gotovac, Kolaži, Galerija Sezame, Dubrovnik, 1988.
- Tomislav Gotovac, Topla voda – kolaži i filmovi, Knjižara Moderna vremena, zagreb, 1990.
- Point Blank, izvođenje grafita pred publikom – performans i izložba, Salon Galerije Karas, Zagreb, 1992.
- Installation and Performances, izložba Point Blank, Franklin Furnace Archive, New York, 1994.

### Izdvojene grupne izložbe
- Nova umjetnička praksa 1966-1978, Galerija suvremene umjetnosti, Zagreb, 1978.
- Works and Words – Experiment '79, Stedelijk Museum, Amsterdam, 1979.
- New Art Practice in Yugoslavia, Ewing Gallery, George Patton Gallery, Melbourne, 1980.
- Rhetorical Image, New Museum of Contemporary Art, New York, 9.12.1990. – 3.2. 1991.
- The Misfits/Neprilagođeni – Konceptualne strategije u suvremenoj hrvatskoj umjetnosti, Kunstraum Kreuzberg/Bethanien, Berlin, 2002.
- The Misfits/Neprilagođeni – Konceptualne strategije u suvremenoj hrvatskoj umjetnosti, Moskva, 2002.

## Nagrade i priznanja
- 2002. godine Gotovčev film Glenn Miller 2000 je na Danima hrvatskoga filma osvojio nagradu "Oktavijan" kao najbolji eksperimentalni film.
- 2007. godine Hrvatsko društvo likovnih umjetnika dodijelilo Tomislavu Gotovcu nagradu za životno djelo.
- 2011. godine Tomislav Gotovac je skupa s kolektivom performera BADco. predstavljao Hrvatsku na Venecijanskom biennaleu.

## Institut Tomislav Gotovac i umjetnikova ostavština
Nakon umjetnikove smrti, Gotovčeva supruga Zora Cazi Gotovac i kćer Sarah su uz pomoć povjesničara umjetnosti Darka Šimičića u Krajiškoj ulici 29 osnovale Institut Tomislav Gotovac koji se bavi umjetnikovom ostavštinom. Zora Cazi Gotovac objašnjava razloge osnivanja Instituta i navodi sljedeće:
„Poslije smrti Tom je ostavio bogat arhiv. Počeli smo to sređivati kako sav taj materijal ne bi propao, ali i da omogućimo pristup svim zainteresiranima. Bilo je potrebno sve to srediti i radi priprema izložbi koje su krenule odmah nakon njegove smrti – 2010. u Modernoj galeriji u Ljubljani priređena je izložba o eksperimentalnom jugoslavenskom filmu koja je bila posvećena Tomu. Uslijedile su ubrzo i pripreme za Venecijanski biennale, na kojem je 2011. predstavljao Hrvatsku. Formalno je Institut osnovan prošle godine (2012.) u veljači iako smo od prvog dana nakon Tomove smrti počeli sređivati građu.”
Marina Abramović je povodom otkrivanja spomen-ploče na obljetnicu njegova performansa Zagreb, volim te! iz 1981. godine izjavila sljedeće: „Tomislav Gotovac bio je moj prijatelj i učitelj. Bio je jedan od rijetkih umjetnika čija mi je iskrena namjera za dijeljenjem strasti za umjetnošću pomogla shvatiti kako umjetnost može utjecati na društvo. Ljudi poput njega glasnici su promjena i dijagnostičari društvenih boljki. Njegova ostavština zaslužuje brigu i ponovno sagledavanje u novom kontekstu.”

## Vanjske poveznice
- Peritz, Romina. Čuvarica Tomova blaga  Arhivirana inačica izvorne stranice od 9. prosinca 2013. (Wayback Machine), Jutarnji list, 3. prosinca, 2013.
- Filmski.net: Tomislav Gotovac  Arhivirana inačica izvorne stranice od 13. prosinca 2013. (Wayback Machine)
- IMDb: Tomislav Gotovac
- [neaktivna poveznica]
- Spomen-ploča Tomislavu Gotovcu  Arhivirana inačica izvorne stranice od 12. prosinca 2013. (Wayback Machine), Dalje.com, 13. studenog 2013.
- Institut Tomislav Gotovac
- Tportal.hr: Provokativne fotografije Toma Gotovca putuju svijetom
- Tportal.hr: Filmski program u spomen na Tomislava Gotovca